# Christoph Poland

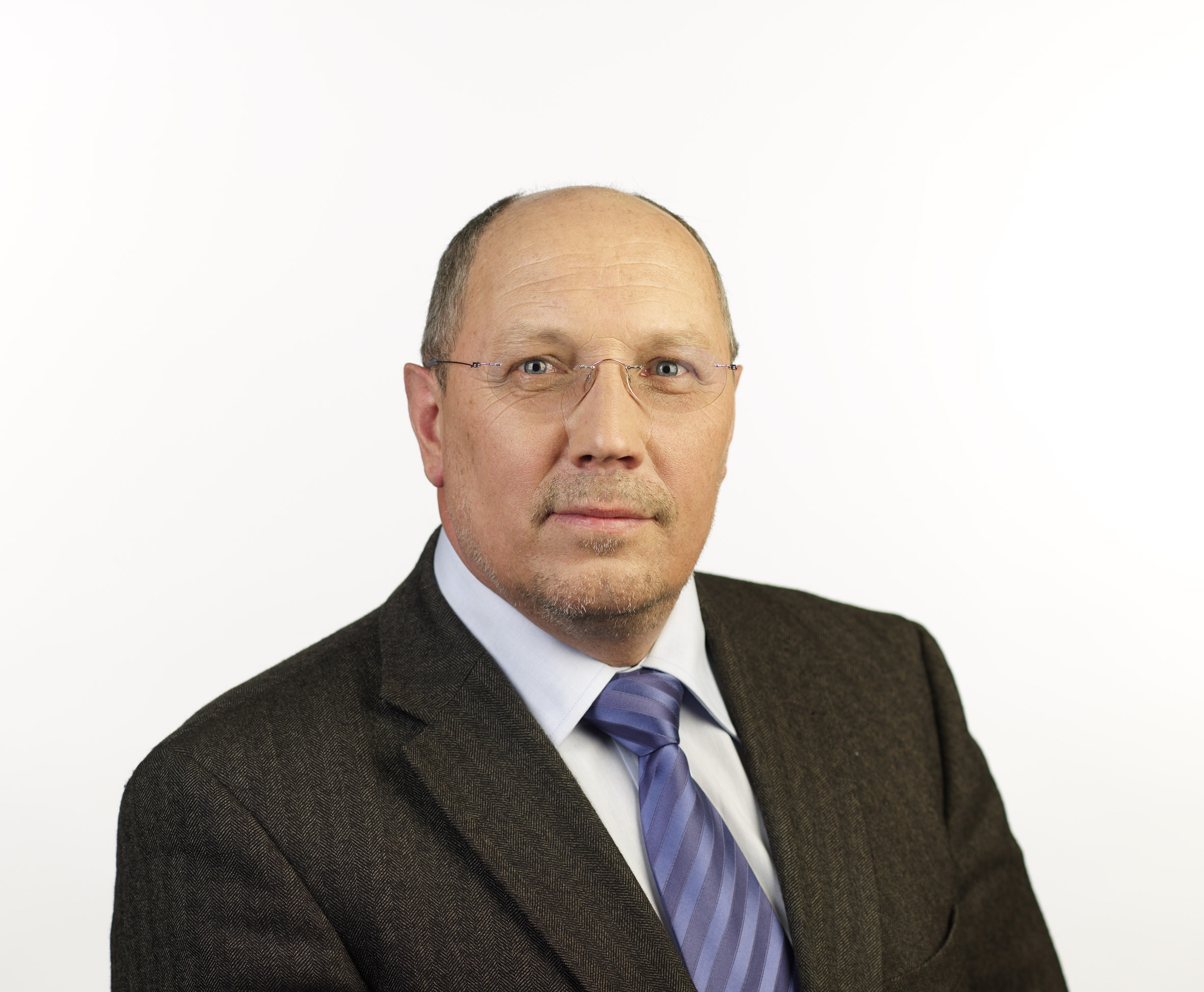
Christoph Poland, 2009

Christoph Poland (* 19. August 1949 in Frohburg) ist ein deutscher Politiker (CDU) und war Mitglied des Deutschen Bundestags (17. Wahlperiode). 2009 gewann er den Bundestagswahlkreis Neubrandenburg – Mecklenburg-Strelitz – Uecker-Randow (Wahlkreis 18) in Mecklenburg-Vorpommern mit 33,0 % der Erststimmen und zog somit direkt in den Bundestag ein.

## Leben
Poland besuchte von 1956 bis 1964 die Polytechnische Oberschule in Colditz und von 1964 bis 1968 die Erweiterte Oberschule in Grimma, die er mit Abitur und  mit dem Facharbeiter als Staatlich geprüfter Rinderzüchter abschloss. Von 1968 bis 1970 leistete er den Grundwehrdienst ab. Von 1970 bis 1972 absolvierte er ein Volontariat in der Brauerei Colditz mit einem Abschluss als Facharbeiter Brauer und Mälzer. Von 1972 bis 1976 absolvierte er schließlich ein Studium der Pädagogik für Deutsch und Musik in Zwickau.
Seit 1976 arbeitete Poland als Lehrer für Deutsch und Musik in Neustrelitz. Dabei arbeitete er von 1977 bis 1986 als Chortenor im Friedrich Wolf Theater Neustrelitz im Nebenerwerb. 1981 kaufte er einen Bauernhof in Klein Trebbow und arbeitet darauf als Landwirt im Nebenerwerb. Von 1992 bis 1999 war er Schulleiter in Alt-Strelitz. 
Poland ist unter anderem Gründungsmitglied des Theaterfördervereins in Neustrelitz und öffnet seit 1994 seinen Hof für Hofkonzerte. Poland ist evangelisch, verheiratet und hat drei Kinder. Er gewann seinen Wahlkreis 2009 mit 33,0 % knapp vor Torsten Koplin (Die Linke) mit 32,8  bei 38.112 zu 37.843 Stimmen. 2013 schied er aus dem Bundestag aus. Für seine Verdienste um den Sprachforscher Daniel Sanders und für sein kulturelles Engagement erhielt er 1999 den Daniel-Sanders-Kulturpreis.

## Politische Laufbahn
1992 wurde Poland Bürgermeister in Klein Trebbow bis zur Eingemeindung des Ortes nach Neustrelitz. Seit 1992 ist er Mitglied der Stadtvertretung Neustrelitz für die CDU, seit 1994 als Stellvertretender Fraktionsvorsitzender und Ausschussvorsitzender. 1997 trat er der CDU bei. 1998 wurde Poland Mitglied des Kreistages Mecklenburg-Strelitz, 2004 bis 2009 Kreistagspräsident des Landkreises Mecklenburg-Strelitz und seit 2009 stellvertretender Kreistagspräsident.
2023 wurde er zum Vorsitzenden des Ausschusses für Kultur und Tourismus der Stadt Neustrelitz gewählt.